# Sydostbrotten
Sydostbrotten este o arie protejată (arie specială de conservare — SAC, sit de importanță comunitară — SCI) din Suedia întinsă pe o suprafață de 4.337,4 ha, integral marine.

## Localizare
Centrul sitului Sydostbrotten este situat la coordonatele 63°23′32″N 20°07′22″E / 63.3922°N 20.1229°E.

## Înființare
Situl Sydostbrotten a fost declarat sit de importanță comunitară în mai 2011 pentru a proteja 1 specie de animale. Situl a fost protejat și ca arie specială de conservare în decembrie 2017.

## Biodiversitate
Situată în ecoregiunile boreală și marină baltică, aria protejată conține 1 habitat natural: Recifuri.
La baza desemnării sitului se află o specie protejată de  mamifere: Halichoerus grypus.